# Суходол (област Силистра)
Вижте пояснителната страница за други значения на Суходол.
Суходол е село в Североизточна България. То се намира в община Главиница, област Силистра.

## География
Село Суходол се намира в Североизточната част на България – област Силистра, община Главиница. Съседните села са:
Дичево, Сокол, Бащино и Босна. Село Суходол има хълмисто-равнинен релеф.
Климатът е умереноконтинентален-горещо лято, студена зима, но през последните години количеството на валежите значително намаляват. Почвите са черноземни и плодородни. Разнообразна е растителността-широколистни и иглолистни гори. Отглеждат се домашни животни. Водите са подпочвени. Има и един язовир.

 Архив на оригинала от 2016-03-04 в Wayback Machine.
 Архив на оригинала от 2016-03-04 в Wayback Machine.

## Религии
Жителите изповядват ислямска религия.

 Архив на оригинала от 2016-03-04 в Wayback Machine.

 Архив на оригинала от 2016-03-04 в Wayback Machine.

## Културни и природни забележителности
Има два язовира.

## Редовни събития
Всяка година през май има сбор.